# Isola di Toxa Grande
L'isola di Toxa (in castigliano isla de La Toja o La Toja e in galiziano illa da Toxa o A Toxa), detta anche Toxa Grande (per distinguerla dalla dirimpettaia isola di Toxa Pequena) e conosciuta anche come illa de Louxo è un'isola della Galizia (Spagna nord-occidentale), situata nel sud-ovest della regione e più precisamente nelle Rías Baixas, le insenature della Costa do Marisco (Oceano Atlantico). Dal punto di vista amministrativo, fa parte del territorio comunale di O Grove (provincia di Pontevedra).
L'isola, che è collegata alla terraferma da un ponte, è di piccole dimensioni (1,10 km²; 50 abitanti circa) ma è piuttosto nota per essere un centro termale e una delle località balneari galiziane più frequentate, caratterizzata dalla presenza di numerose ville in stile “Belle époque”, campi da golf, alberghi di lusso, casino, ecc.

## Geografia fisica
Si trova a sud dell'isola di Arousa, ad est di O Grove, a 15 km a nord di Sanxenxo e a 30 km a nord-ovest di Pontevedra.

## Storia
L'isola venne utilizzata dagli abitanti di O Grove per la pastorizia fino al XIX secolo, quanto vennero scoperti i suoi fanghi termali e le sue acque medicinali: da allora divenne proprietà privata e si trasformò in località turistica.

## Monumenti e luoghi di interesse
- Chiesa di San Sebastián (XII secolo), il cui tetto (croce compresa) è interamente costituito da conchiglie di capesante[1].